# 環翠堂
環翠堂（英語：Wan Tsui Class）是香港的一個地區組織，成立於2019年，旨在阻止建制派壟斷區議會。環翠堂於成立後，於2019年香港區議會選舉取得一個議席。

## 成員
2020-2023當選區議員
| 區議會 | 選區號碼 | 選區   | 議員 | 備註 |
| ------ | -------- | ------ | ---- | ---- |
| 東區   |          |        |      |      |
| C13    | 環翠     | 吳卓燁 |      |      |

2019年區選結果
| 參選選區                 | 候選人 | 得票    | 結果 |
| 2019年區議會選舉（東區） |        |         |      |
| C13 環翠                 | 吳卓燁 | 3,412票 | 當選 |

## 外部連結
- 東區區議會議員資料吳卓燁先生 （页面存档备份，存于）
- 環翠堂Facebook專頁